# Луково (Гірськомарійський район)
Лу́ково (рос. Луково, марій. Луково) — присілок у складі Гірськомарійського району Марій Ел, Росія. Входить до складу Ємешевського сільського поселення.

## Населення
Населення — 46 осіб (2010; 52 у 2002).
Національний склад (станом на 2002 рік):
- гірські марійці — 100 %